# Hans Jaray
Hans Jaray (né le 24 juin 1906 à Vienne et mort le 6 janvier 1990 à Vienne) est un acteur, metteur en scène et scénariste autrichien.

## Biographie
Hans Jaray suit les cours du Theresianum et de l'Académie de musique et d'arts du spectacle de Vienne. Son premier contrat en tant qu'acteur l'amène au Neue Wiener Bühne de 1925 à 1930 où il joue le repertoire classique, comme Hamlet.
Max Reinhardt, le directeur du Theater in der Josefstadt, l'engage ensuite. Jaray y travaillera jusqu'en 1938. Il y y a joué dans Hamlet et ensuite Cissy de Fritz Kreisler. C'est dans cette ville qu'il aura une histoire d'amour avec Marlene Dietrich. Il écrit une série de pièces de théâtre. Avec son interprétation de Franz Schubert dans le film biographique de Willi Forst, La Vie tendre et pathétique, il acquiert une popularité en Autriche et en Allemagne,.
Après l'Anschluss en 1938, il doit aller aux États-Unis en raison de ses origines juives et travaille jusqu'en 1948 dans des théâtres de Hollywood et New York. En 1942, il est un des fondateurs de la compagnie des acteurs germanophones émigrés. En 1948, il publie aux États-Unis en anglais puis en Allemagne en allemand un roman One Day Missing/Es fehlt eine Seite (Il manque un jour/une page). En 1990, ses mémoires sortent après sa mort sous le titre Was ich kaum erträumen konnte.
À son retour à Vienne, il rejoint le Volkstheater puis en 1951 le Theater in der Josefstadt où il mettra en scène par la suite. En plus de jouer dans des pièces dans le genre du théâtre de boulevard, Jaray s'investit dans le cinéma. De 1954 à 1964, il enseigne au Max Reinhardt Seminar qu'il dirige brièvement en 1960.
À sa mort, il se fait enterrer au cimetière de Hietzing à Vienne.

## Distinctions et récompenses
- Médaille autrichienne pour les Sciences et les Arts (de), 1964.
- Médaille pour services rendus à la République d'Autriche, 1976.
- Membre d'honneur du Theater in der Josefstadt, 1986

## Filmographie
- 1926 : Les Beaux Fils avec Doublepatte et Patachon
- 1927 : L'Amour de Jeanne Ney avec Brigitte Helm
- 1931 : Kaiserliebchen
- 1931 : L'Étudiant pauvre
- 1933 : La Vie tendre et pathétique
- 1934 : Unfinished Symphony
- 1934 : Peter
- 1934 : Ball im Savoy
- 1935 : Letzte Liebe
- 1935 : Hoheit tanzt Walzer
- 1936 : Fräulein Lilli
- 1937 : Der Pfarrer von Kirchfeld
- 1941 : Lydia
- 1947 : Carnegie Hall
- 1952 : Frühlingsstimmen : le recteur des Petits Chanteurs de Vienne
- 1964 : Kolportage
- 1969 : Der Kommissar : épisode Der Tod fährt 1. Klasse.
- 1971 : Arsène Lupin: épisode Les anneaux de Cagliostro
- 1977 : Fedora de Billy Wilder